# 台68線
台68線（たいろくじゅうはちせん）は、新竹市南寮から新竹県竹東鎮に至る台湾の東西向快速公路であり、別称は「南寮竹東快速公路（なんりょちくとうかいそくこうろ）」。

## 概要
- 全長：22.992Km
- 起点：新竹市南寮（台15線の交差地点）
- 終点：新竹県竹東鎮（台3線の交差地点）
- 経由地：

## 歴史
| 年 | 月日 | 事跡 |
| -- | ---- | ---- |

## 通過する自治体
- 新竹市
  - 北区 - 東区

- 新竹県
  - 芎林郷 - 竹東鎮

## インターチェンジなど
| 起点から (km)          | 施設名   | 接続路線名                      | 備考              | 所在地 | 所在地 |
| ---------------------- | -------- | ------------------------------- | ----------------- | ------ | ------ |
| 0.0                    |          | 台61線                          |                   | 新竹市 | 北区   |
| この間2016年度開通予定 |          |                                 |                   | 新竹市 | 北区   |
| 1.1                    | 南寮IC   | 台15線                          |                   | 新竹市 | 北区   |
| 5.0                    | 新竹一IC | 武陵路 武陵高架道路             | 1998年11月開通    | 新竹市 | 北区   |
| 7.5                    | 新竹二IC | 台1線                           | 2002年9月15日開通 | 新竹市 | 東区   |
| 9.7                    | 竹科IC   | 県道117線                       | 2002年2月6日開通  | 新竹市 | 東区   |
| 15.8                   | 芎林IC   | 県道115線、県道120線、県道122線 | 1998年11月開通    | 新竹県 | 芎林郷 |
| 20.0                   | 竹東IC   | 北興路                          | 2002年2月20日開通 | 新竹県 | 竹東鎮 |
| 22.992                 | 竹東端   | 台3線                           | 2002年2月20日開通 | 新竹県 | 竹東鎮 |

## 支線

### 甲線
新竹県竹東鎮の四重埔から分岐し、ここを起点として、北興路に至る全長1.26kmの支線省道である。